# Перевод живописи на другую основу

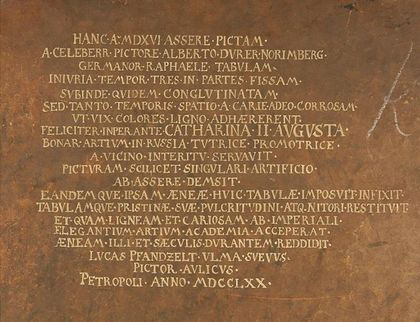
Памятная надпись на обратной стороне картины Дюрера «Христос и блудница» о её переводе с дерева на медь, осуществлённом в Эрмитаже академиком Пфандцельтом в 1768 году

Перевод живописи с авторской основы на другую — процедура реставрации картин старых мастеров, которая была распространена в некоторых картинных галереях Европы в XVIII—XIX веках.

## История
В Северной Европе XVII века дерево в качестве наиболее популярной основы для живописи вытеснил холст (преимущественно из длинноволокнистого льна). Доски, на которых писали «старые мастера», со временем теряли вид, искривлялись и трескались. Деревянную основу истачивали жучки, а красочный слой покрывался сетью трещин. Универсальным средством против «гниения дерева» мастера XVIII века считали перевод красочного слоя на идеальную, по их представлениям, основу из ткани.
Первые попытки перевода живописи на новую основу исследователи датируют концом XVII в. Техника переноса красочного слоя с обветшавшей на новую основу была разработана мастерами Неаполя и Кремоны в 1711—1725 годах и усовершенствована в Париже отцом и сыном Акенами (Hacquin), которым было поручено перевести на холст наиболее ветхие шедевры Лувра. Деревянная основа стёсывалась рубанком, затем очищалась до красочного слоя при помощи кисточек и кислот, после чего «голая краска» переклеивалась на новую основу из ткани. Несколько реже для новой основы бралась деревянная доска или медная. Практиковался также перевод живописного слоя с одного холста на другой.
В Императорском Эрмитаже без долгих размышлений на холст переводились практически все поступавшие в музей «старые доски». Необходимость этой процедуры обосновывалась длительной продолжительностью отопительного сезона в Санкт-Петербурге: «Старинные картины, писанные на дереве и привозимые из чужих краев, в особенности же из Италии, большей частью подвергаются значительным повреждениям от влияния комнатного воздуха, искусственно нагреваемого в продолжение восьми месяцев». Популярность перевода живописи на новую основу обуславливалась также престижностью и высокооплачиваемостью этой работы. Один только реставратор А. С. Сидоров перенёс в XIX веке с доски на холст не менее 400 эрмитажных картин; его дело продолжали три брата, дети и племянники. У истоков этой практики стоял А. Ф. Митрохин, который в 1801 году «вступил в должность исправления картин, с 1808 года предпринимал поиски средств по переносу живописи с дерева на холст, а к 1817 году наконец достиг желаемой цели». Его ученик Ф. Табунцов (1810—1861) перевёл на холст 176 картин, среди которых — «Жертвоприношение Авраама» и «Святое семейство» Рембрандта.
Иногда обнажение красочного слоя приводило к искусствоведческим открытиям. Например, при переводе на холст «Мадонны Конестабиле», описанном В. В. Стасовым в очерке «Художественная хирургия», удалось выяснить, что младенец Христос изначально держал в руке не книгу, а гранат. Гораздо чаще процедура оборачивалась художественными потерями: красочный слой истончался, и его приходилось прописывать, дописывать или переписывать. Особенно велики были потери красочного слоя на картинах, подвергшихся переводу в первые десятилетия использования техники (напр., «Мадонна Макинтоша»). Во второй половине XIX века авторский грунт стали полностью заменять широко использовавшимся художниками того времени масляным, который со временем нередко покрывался трещинами (кракелюрами), повреждавшими и авторский красочный слой. Кроме того, «тонкий переводной холст со временем темнел и перегорал от масла, входящего в состав нового грунта». Плачевное состояние некоторых «отреставрированных» шедевров было одной из причин трудностей, с которыми столкнулись советские власти при поиске покупателей на эрмитажные полотна в 1930-е годы.
В начале XX века обоснованность и эффективность перевода картин на новую основу стала подвергаться сомнению. К отказу от переводов призывал, в частности, А. Н. Бенуа. Отчасти это произошло потому, что в качестве материала холста стали использовать хлопок, джут и лен коротковолокнистый (менее долговечный по сравнению с длинноволокнистым). Перевод живописи с деревянной на другую основу, кроме прочего, уничтожает возможность дальнейшего исследования доски, на которой была написана картина. К середине века употребление техники сошло на нет, однако, несмотря на это, перевод живописи с доски на холст все же позволил спасти большинство произведений мировой живописи.